# Krkonošská oblast
Krkonošská oblast (Západosudetská oblast) neboli Západní Sudety (polsky Sudety Zachodnie, německy Westsudeten) je geomorfologická oblast rozkládající se na pomezí Saska, polského Slezska a severních a východních Čech. Na západě sahá téměř až k Labi, na východě ji Brama Lubawska odděluje od oblasti Orlické.
Podle polské klasifikace do této oblasti nepatří severní podhůří, která se vyčleňují jako samostatná oblast Pogórze Zachodniosudeckie.

## Členění

Geomorfologické členění Krkonošské oblasti

Krkonošská oblast se dělí na následující celky:
1. Westlausitzer Vorberge (Západolužické podhůří)
2. Lausitzer Gefilde (Lužická niva)
3. Šluknovská pahorkatina (Lausitzer Bergland, Lužická hornatina, Łužiske hory)
4. Žitavská pánev (Liberecká pánev, Zittauer Becken, Obniżenie Żytawsko-Zgorzeleckie, Žitavsko-zhořelecká sníženina)
5. Lužické hory (včetně saské části - Žitavské hory (Zittauer Gebirge))[1]
6. Frýdlantská pahorkatina (Pogórze Izerskie)
7. Jizerské hory
8. Ještědsko-kozákovský hřbet
9. Pogórze Kaczawskie (Kačavské podhůří)
10. Kačavské hory (polsky Góry Kaczawskie)
11. Jelenohorská kotlina
12. Janovické rudohoří
13. Krkonoše (Karkonosze)
14. Krkonošské podhůří
15. Pogórze Wałbrzyskie